# البورجياس
البورجياس وهو مسلسل درامي تلفزيوني تاريخي كندي آيرلندي مجري وقصة المسلسل من تأليف الأيرلندي نيل جوردان، ظهر لأول مرة في سنة 2011 وثُم أُلغِيَّ في سنة 2013.
تدور أحداث المُسَلسَل في القرن السادس العشر من عائلة بورجيا والتي كانت سُلالة بابوية إيطالية من أصل إسباني. النجوم الذين مثلوا في المُسَلسَل هُم جيرمي أيرونز بشخصية البابا إسكندر السادس ومع فرانسو أرنود بشخصية تشيزري بورجا دوق فالنتينوس وهوليداي غراينغر بشخصية لوكريسيا بورجيا ودافيد أوكس بشخصية جيوفاني بورجيا الدوق الثاني لغانديا وآيدان ألكسندر بشخصية جيوفري بورجيا وكولم فيور بشخصية البابا يوليوس الثاني.
موسيقى المسلسل هي من قبل الموسيقار الكندي تريفور موريس، والمسلسل صُوِّرَّ في ثلاث بُلدان وهي كندا والمجر وجهورية أيرلندا.

## روابط خارجية
- البورجياس على موقع IMDb (الإنجليزية)
- البورجياس على موقع ميتاكريتيك (الإنجليزية)
- البورجياس على موقع الموسوعة البريطانية (الإنجليزية)
- البورجياس على موقع روتن توميتوز (الإنجليزية)
- البورجياس على موقع نتفليكس (الإنجليزية)
- البورجياس على موقع كينوبويسك (الروسية)
- البورجياس على موقع ألو سيني (الفرنسية)
- البورجياس على موقع قاعدة بيانات الفيلم (الإنجليزية)